# More (песня K/DA)
«More» — песня виртуальной гёрл-группы K/DA. Она была выпущена 28 октября 2020 года в качестве второго сингла из дебютного мини-альбома группы All Out. Соён и Миён из (G)I-DLE, Мэдисон Бир, Джейра Бёрнс, которые участвовали в дебютной песне K/DA «Pop/Stars», снова работали вместе над этим синглом. В дополнение в песне также участвовала Лекси Лю, которая дала голос Серафине.

## Релиз и промоушен
После выхода песни Riot Music выпустили несколько официальных товаров K/DA, от различных предметов одежды до коллекционных предметов с голографическими и отражающими материалами, в духе мини-альбома K/DA All Out. Группа также запустила хэштег #YouWantMore и More Challenge на различных платформах социальных сетей, таких как TikTok и Twitter. 29 октября игроки League of Legends, League of Legends: Wild Rift и Legends of Runeterra могли приобрести ограниченные по времени тематические иконки, скины и другую продукцию.

## Коммерческий приём
На другой день после релиза песня попала в чарты крупнейших музыкальных сайтов Южной Кореи, таких как Melon, Genie, Bugs и Flo. Песня дебютировала под номером 2 в World Digital Song Sales в США всего через полтора дня после выпуска. Трек также занял 16-е место в китайском музыкальном чарте QQ Music и достиг 1-го места в музыкальном чарте QQ Game Music Chart.

## Чарты
| Чарт (2020)                               | Пиковая позиция |
| ----------------------------------------- | --------------- |
| Канада (Billboard Hot Digital Song Sales) | 48              |
| Китай (QQ Music Weekly Chart)             | 16              |
| Чехия (Singles Digitál Top 100)           | 51              |
| Мир (Billboard Global 200)                | 125             |
| Мир (Billboard Global Excl. U.S.)         | 93              |
| Греция (IFPI)                             | 65              |
| Венгрия (Single Top 40)                   | 16              |
| Сингапур (RIAS)                           | 10              |
| Словакия (Singles Digitál Top 100)        | 64              |
| Республика Корея (Gaon Download)          | 96              |
| Великобритания (OCC UK Indie)             | 23              |
| США (Billboard World Digital Song Sales)  | 1               |

## Международные версии
| Язык        | Исполнитель             | Название | Прим.         |
| ----------- | ----------------------- | -------- | ------------- |
| Французский | Aöme (Aome)             | «More»   | [ 21 ]        |
| Польский    | Эвелина Лисовская       | «More»   | [ 22 ]        |
| Русский     | Maruv                   | «More»   | [ 23 ]        |
| Испанский   | Eva B                   | «More»   | [ 24 ] [ 25 ] |
| Шведский    | Theoz (Theo Haraldsson) | «Mer»    | [ 26 ] [ 27 ] |